# Моят приятел, циганина
„Моят приятел, циганина“ е френска комедия от 1959 година с участието на известния френски актьор Луи Дьо Фюнес.

## Сюжет
Семейство Ведрине живеят в Париж. Главата на семейството(Луи Дьо Фюнес) е издател. Семейство Питтуити са цигани, живеещи в табор извън пределите на Париж. Младата циганка Зита се среща със сина на издателя Тео Ведрине. След известно време тя съобщава на семейството си, че е бременна. Скандалът в циганското семейство завършва с решение да се отвърне на семейството на обидчика. За целта братът на Зита, Бруно трябва да съблазни сестрата на Тео, Жизел. В това време, в което Тео не може да се вземе в ръце, циганинът Бруно все повече започва да се съпричислява към неговото семейство. Става все по културен и след известно време у него се проявява писателски талант.

## В ролите
- Луи Дьо Фюнес като Господин Ведрине, издателя
- Жан Ришар като Господин Питтуити, циганин
- Мишел Субор като Бруно Питтуити, сина на циганина
- Ги Бертил като Тео Ведрине, сина на издателя
- Анн Доат като Жизел Ведрине
- Тереза Дмитри като Зита Питтуити
- Симон Пари като Госпожа Ведрине
- Лиля Кедрова като Шута